# Sønderup (plaats)
Sønderup is een plaats in de Deense regio Noord-Jutland, gemeente Rebild. De plaats telt 254 inwoners (2008).